# Маелла, Жерардо
Святой Жерардо́ Мае́лла (итал. Gerardo Maiella; 6 апреля 1726, Муро-Лукано, Базиликата — 16 октября 1755, Капоселе, Кампания) — итальянский конверз конгрегации редемптористов, почитается католической церковью как святой.
Покровитель детей (в особенности нерождённых), родов, матерей (в особенности будущих), ложно обвинённых людей, конверзов и Муро-Лукано, Италия.

## Биография
Младший из пяти детей портного Доменико Маеллы и его жены Бенедетты. При рождении был слабым ребёнком, был крещён в тот же день.  Отец скончался, когда Жерардо было 12 лет, оставив семью в нищете; мать отправила его к своему брату, чтобы тот научил мальчика портняжничать. После четырёх лет ученичества устроился слугой к местному епископу Лакедонии. После смерти епископа Жерардо вновь стал портняжничать, сначала служил подмастерьем, а затем стал работать на себя. Заработок он использовал, чтобы помогать матери и неимущим, а также на пожертвования для душ в чистилище.
Дважды пытался вступить в орден капуцинов, но его не принимали по состоянию здоровья. В 1749 году присоединился к ордену редемптористов, который был основан в 1732 году святым Альфонсо де Лигуори (1696—1787) в Скале, недалеко от Неаполя. По существу миссионерский орден посвящён «проповедованию слова Божия бедным». Выполнял для редемптористов работу садовника, ризничего, портного, носильщика, повара, плотника и клерка в новых орденских домах в Капоселе.
Маелле приписывают несколько чудес: исцеление мальчика, упавшего с высокой скалы; благословение скудного запаса пшеницы бедной семьи, которого хватило до следующего урожая; и неоднократное умножение хлебов, которые он раздавал нищим. Однажды он пошёл по воде, чтобы направить лодку с рыбаками через штормовые волны к безопасному берегу. Считалось, что он обладал способностью к билокации и мог читать души.
Скончался в возрасте 29 лет от туберкулёза в Матердомини, Италия.

## Почитание
Беатифицирован 29 января 1893 года папой Львом XIII, канонизирован 11 декабря 1904 года папой Пием X. День памяти — 16 октября.
Мощи находятся в святилище Сан-Жерардо-Маелла, базилике в Авеллино, Италия. Ему посвящены церкви в Новой Зеландии, Великобритании, Австралии и на Шри-Ланке.